# فنتفوريت كوفو
فنتفوريت كوفو هو نادي كرة قدم ياباني أسس عام 1965. يلعب النادي في دوري الدرجة الثانية الياباني.